# Dirk Sauer
Dirk Sauer (Fulda, 1º settembre 1977) è un chitarrista tedesco, membro della band power metal tedesca Edguy.

## Biografia
Dirk inizia a suonare la chitarra all'età di 10 anni. Con i suoi compagni di scuola fonda gli Edguy pochi anni dopo.

## Ruolo
Dirk ricopre il ruolo di chitarrista ritmico della band, mentre il collega Jens Ludwig si occupa delle parti soliste. Dirk si occupa anche delle armonizzazioni - piuttosto frequenti nei brani degli Egduy - in sintonia con Jens Ludwig (ad esempio in Babylon, King of Fools, Tears of a Mandrake e All the Clowns), mentre le sue parti soliste vere e proprie sono piuttosto rare. Tra esse possiamo ricordare Theater of Salvation,  Speedhoven,
The Pride of Creation e Defenders of the Crown, brani in cui si assiste a veri scambi di assoli tra i due chitarristi.

## Strumentazione
Attuale:
- Gibson Explorer
- Gibson Flying V
- Gibson Les Paul
- Gibson SG
- Marshall 2466 con cassa 1960A
- Corde Ernie Ball
- Cavi Klotz

Passata:
- ESP Flying V personalizzata
- Jackson KV4
- ENGL Ritchie Blackmore Signature
- Marshall JCM900
- Vox Tonelab LE
- Corde Pyramid